# Конституційний суд Російської Федерації
Конституційний Суд Російської Федерації — судовий орган конституційного контролю, що самостійно здійснює судову владу за допомогою конституційного судочинства.

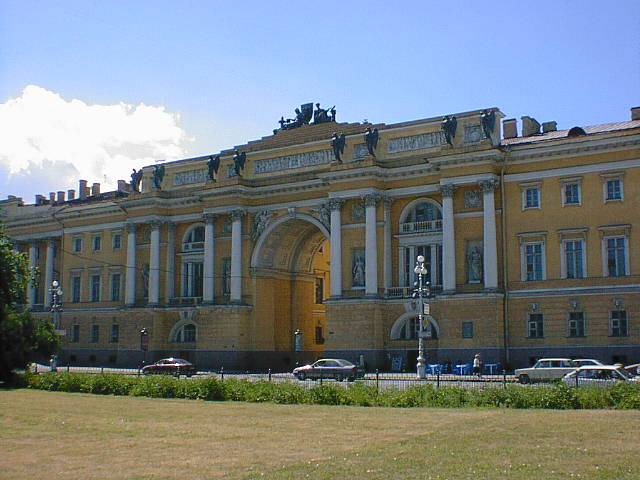
Місце перебування КС РФ

Повноваження, порядок створення і діяльності Конституційного Суду Російської Федерації визначаються Конституцією Російської Федерації і Федеральним конституційним законом «Про Конституційний Суд Російської Федерації». Конституційний Суд РФ складається з 19 суддів, яких призначає Рада Федерації за поданням Президента.
Місце перебування Конституційного Суду РФ — Санкт-Петербург (до 2008 року — Москва).
Конституційний суд РФ видає офіційний журнал "Вісник Конституційного суду Російської Федерації" (виходить шість разів на рік).
Голова Конституційного Суду РФ — Зорькін Валерій Дмитрович.